# (32543) 2001 QL11
2001 QL11 (asteroide 32543) é um asteroide da cintura principal. Possui uma excentricidade de 0.23365280 e uma inclinação de 1.85510º.
Este asteroide foi descoberto no dia 16 de agosto de 2001 por LINEAR em Socorro.